# Torrenueva
Torrenueva – gmina w Hiszpanii, w prowincji Ciudad Real, w Kastylii-La Mancha, o powierzchni 142,15 km². W 2011 roku gmina liczyła 2972 mieszkańców.